# Café mangá

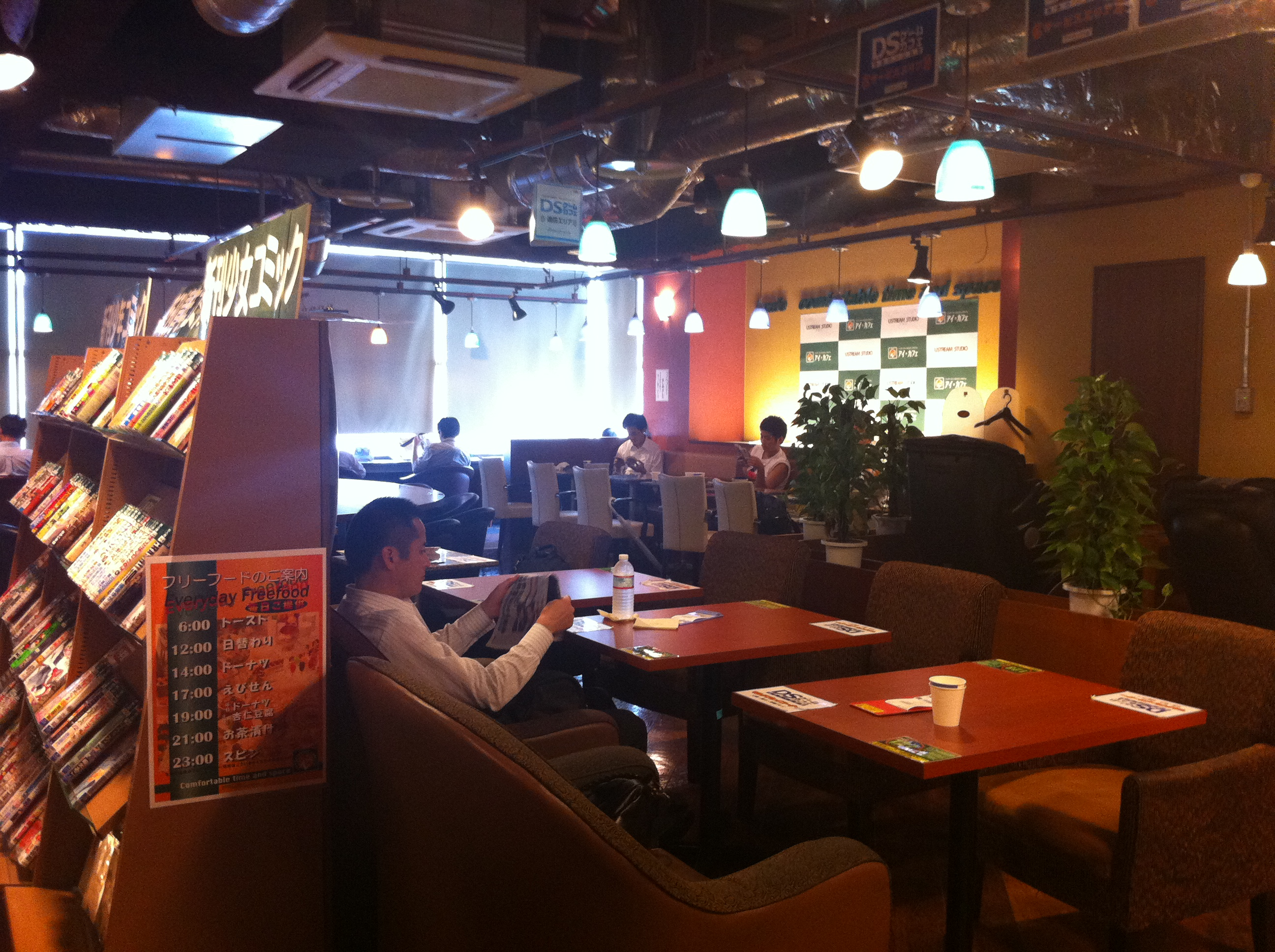
Café mangá, Chiyoda, Tóquio

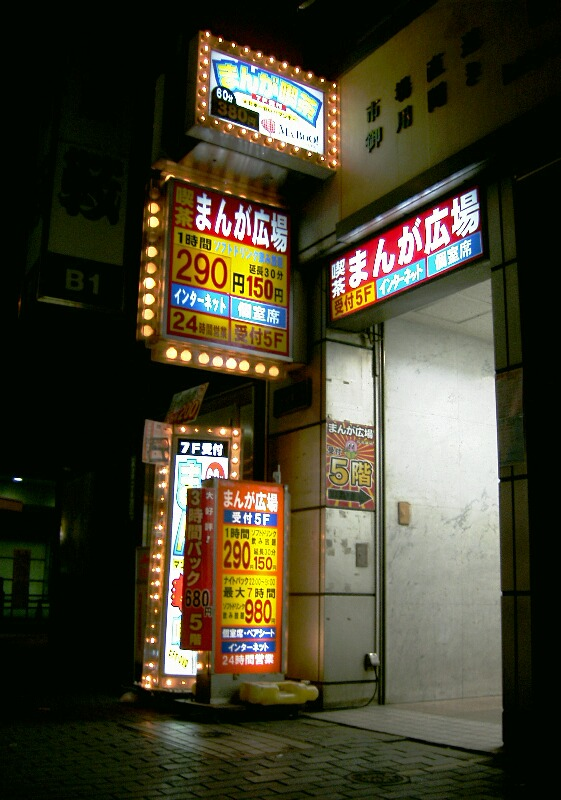
Café mangá, Tóquio

Um manga café (漫画喫茶, マンガ喫茶, mangakissa, "kissa" sendo a abreviação de "kissaten" que significa café ou cafeteria) é um tipo de café, originário do Japão, onde as pessoas podem ler mangá. As pessoas pagam pelo tempo que permanecem no café. A maioria dos cafés de mangá também oferece acesso à Internet, como internet cafés (ネットカフェ, netto kafe), tornando os dois termos quase sempre intercambiáveis no Japão. Os serviços adicionais incluem videogames, televisão, máquinas de venda automática de lanches/bebidas e muito mais. Assim como os cafés japoneses em geral, geralmente é permitido fumar.
O custo dos primeiros 30 minutos normalmente oscila entre 100 e 300 ienes, com descontos frequentemente aplicados a períodos mais longos. Alguns cafés de mangá também disponibilizam a opção de pernoitar.
Recentemente, o conceito de cafés de mangá se difundiu pela Europa.

## Serviços
Os serviços disponíveis em um café podem incluir:
- Assentos : assento de leitura, assento para não fumantes, sofá, cadeira de massagem, salão de festas, assento de internet, assento de par, zashiki ( tatame emaranhado), assento reclinável
- PC : gravadores de disco, software de escritório, impressoras coloridas, fotocopiadora, TV
- Instalações : filmes / DVDs, banheiro, dardos, revistas, aulas de informática, CDs de música, salão de beleza, mesa de sinuca, jornais, transmissão CATV / CS, tênis de mesa, caça-níqueis, solário, mahjong

## Funções dos cafés de mangá
1. Como espaços culturais complexos, os cafés de mangá passaram por várias mudanças e melhorias que os transformaram em locais de relaxamento, interação e encontro. Esses estabelecimentos agora oferecem uma variedade de bebidas, incluindo café e outras opções, com o intuito de funcionar como verdadeiros cafés. Além disso, foram introduzidas instalações e serviços modernos para aprimorar a limpeza e a funcionalidade dos ambientes.[2]
2. Como canais de produção de histórias em quadrinhos, os cafés de mangá tiveram sua origem como locais que forneciam quadrinhos, mas também desempenhavam um papel fundamental na compra e venda desse material. No caso da Comic Cakes, gerenciada pelo Centro Cultural Haksan na Coreia do Sul, o café não é apenas um espaço para leitura de mangá, mas também funciona como uma galeria que exibe e comercializa mais de 10.000 pinturas e outros produtos relacionados. Essa abordagem não só impulsiona as vendas, mas também serve como um novo canal de distribuição e pesquisa de mercado para os editores de histórias em quadrinhos.[2]
3. Os cafés de mangá também desempenham um papel importante como espaços de cultivo da cultura dos desenhos animados, promovendo a comunicação entre cartunistas e seus leitores. Os autores frequentemente visitam esses cafés para se conectarem diretamente com seu público, e os cartunistas promovem suas próprias obras. Essas interações entre os artistas e a comunidade ajudam a enriquecer a compreensão do material por parte dos leitores e a aumentar seu interesse nas obras, proporcionando um ambiente onde podem se encontrar e dialogar diretamente com os criadores.[2]

## Cafés de mangá por país

### Japão
Os Manga Cafés também são conhecidos como Mangakissa (漫画喫茶, マンガ喫茶, sendo "kissa" a abreviação de "kissaten," que significa "sala de chá" em japonês). Esses cafés de mangá são espaços onde as pessoas podem ler mangás/quadrinhos e relaxar. Eles se distinguem dos cafés convencionais por oferecerem aos clientes cabines individuais privadas e a opção de permanecer por períodos que variam de 30 minutos a uma estadia durante a noite. O primeiro café de mangá foi estabelecido em 1979 em uma pequena cafeteria na cidade de Nagoya.
Os "refugiados dos cafés de internet" (conhecidos como "netto kafe nanmin" - pessoas que substituem suas residências domésticas por 'cafés de mangá') representam um fenômeno social recente impulsionado por mudanças nas formas de entretenimento, tecnologia da informação, comportamento social e pelas tensões econômicas de longo prazo na sociedade japonesa. A utilidade dos espaços de lazer em Tóquio tem evoluído em conjunto com as mudanças nos padrões de trabalho e nas expectativas profissionais de muitos japoneses de baixa renda e classe média.

### Coreia do Sul

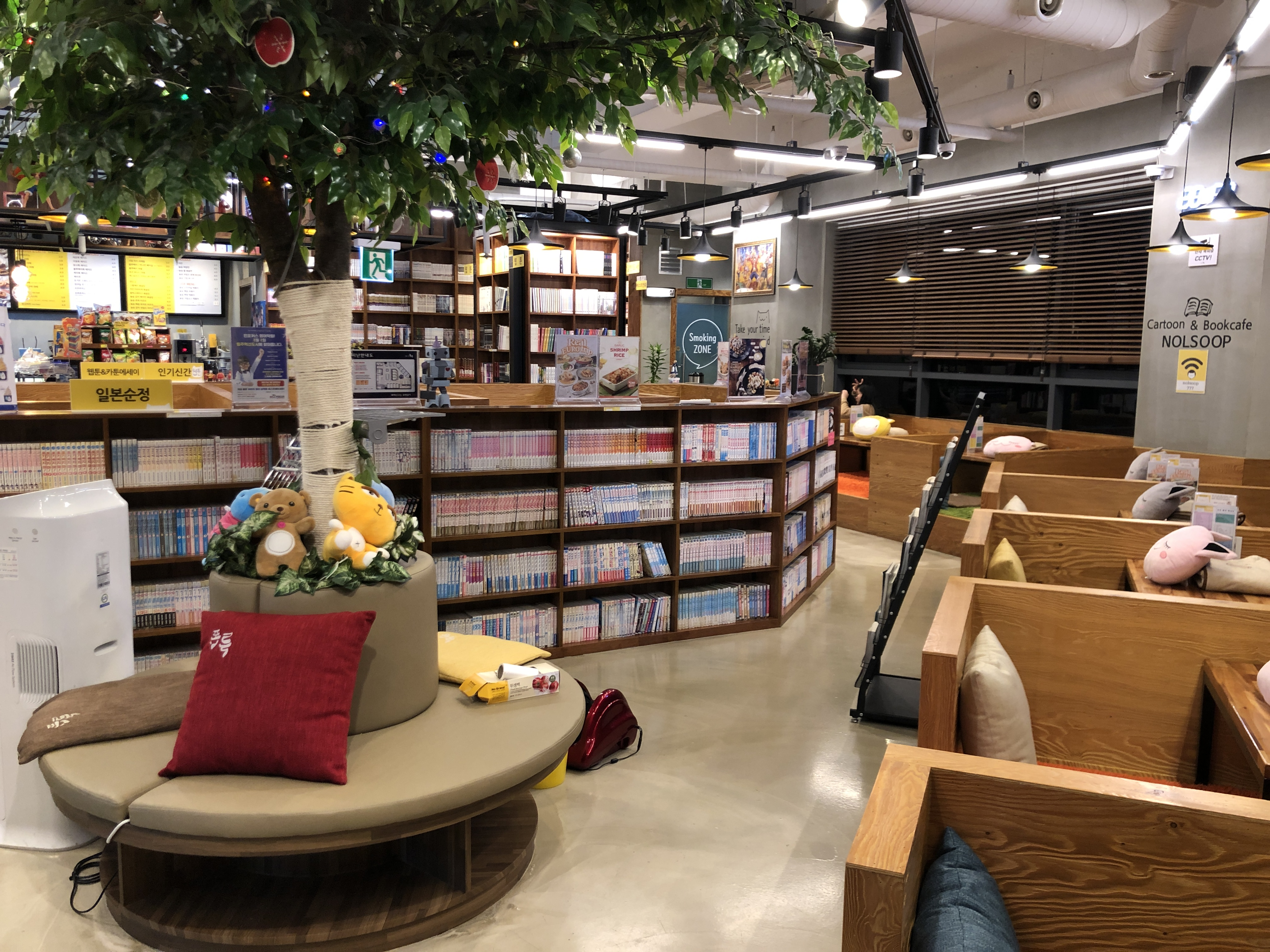
Nolsup na Cidade da Inovação de Wonju, Gangwon-do

Conforme o número de cadeias de cafés de mangá se expande, algumas têm incorporado cafés tradicionais com outros serviços de conteúdo para atender à demanda dos consumidores. Por exemplo, 'Nolsoop' na Coreia combina ofertas de café com uma área de desenhos animados. Beoltoon e Kongtoon também seguiram essa tendência. Além de fornecer quadrinhos e bebidas, essas lojas também oferecem uma variedade de opções de alimentos e serviços. As taxas de uso e os horários estão disponíveis em incrementos de 1 hora, e se você adquirir uma bebida juntamente com uma hora de permanência, pode usufruir do espaço a um preço mais acessível.
Um número crescente de cafés de mangá está encontrando espaço em salas de cinema. Esses cafés de mangá não são apenas locais para apreciar histórias em quadrinhos e romances, mas estão evoluindo para se tornarem uma ampla variedade de espaços de entretenimento onde as pessoas podem desfrutar de refeições, jogar jogos de tabuleiro e relaxar.

### França
Os cafés de mangá começaram a emergir recentemente como alternativas aos locais tradicionais, como bibliotecas públicas e outros espaços de leitura.

## Estado atual do Manga Café
Em julho de 2006, o primeiro café de mangá da Europa abriu em Paris, França. Em 19 de outubro de 2008, uma biblioteca de mangás e um cibercafé baseados no conceito japonês foram inaugurados em Toulouse. Por fim, um café de mangá e um cibercafé semelhantes foram abertos no final de 2011 em Lyon, na Place Vendome.
Em 2010, um café e loja de mangá chamado 'Cat's Eye Manga Cafe' foi inaugurado na Bélgica, em Braine l'Allemagne, Brabant Wallon. No início de 2013, a maior cafeteria da Bélgica, com 230 m², abriu em Bruxelas, sob o nome de Otaka - Manga Café.
Em 2011, o primeiro café de mangá da América do Norte, o O-Taku Manga Lounge, foi inaugurado em Montreal, Canadá, demonstrando o crescente interesse da região pelo mangá e pela cultura japonesa.
Em 2012, o primeiro café de mangá do Norte da Europa foi aberto na Finlândia. No entanto, em agosto de 2023, o estabelecimento foi fechado.
Em 2014, o primeiro café de mangá da Argélia, HB Manga Kissa, foi inaugurado em Argel. Esse foi o primeiro estabelecimento desse tipo na África e no mundo árabe.

## Críticas
Recentemente, as empresas de publicação e distribuição de mangá têm expressado preocupações de que os cafés de mangá possam impactar negativamente suas receitas. Isso ocorre principalmente devido à ausência de pagamento de royalties pela leitura de livros nos cafés, e devido à natureza do negócio, um único mangá ou história em quadrinhos pode ser lido por um grande número de pessoas. Os lucros obtidos com essas leituras vão diretamente para os proprietários dos cafés, não beneficiando diretamente os distribuidores de mangá. Em contraste, as bibliotecas públicas não enfrentam essa crítica, uma vez que não buscam obter lucro com a disponibilização dos materiais para leitura..